# Israil Kasumov
Israil Asludijevič Kasumov (* 2. června 1990) je ruský zápasník–volnostylař čečenské národnosti.

## Sportovní kariéra
Je rodákem z čečenské obce Seržeňjurt, ale od svých 5 let vyrůstal v Krasnojarsku, kde jeho rodina našla azyl v době čečensko-ruské války. Jeho prvním trenérem zápasu byl Anatolij Manujlov. Později se připravoval pod vedením Viktora Alexejeva. Do užšího výběru ruské volnostylařské reprezentace se prosazoval od roku 2014 v neolympijské váze do 70 kg. V roce 2016 prohrál ve váze do 65 kg nominaci na olympijské hry v Riu se Soslanem Ramonovem.

## Výsledky
| Olympijské hry     |    | — |   |   |   | — |   |    |   | —  |    |  |  |  |  |  |  |  |  |  |  |  |  |  |
| Mistrovství světa  | —  |   | — | — | — |   | — | —  | — |    | —  |  |  |  |  |  |  |  |  |  |  |  |  |  |
| Evropské hry       |    |   |   |   |   |   |   |    | — |    |    |  |  |  |  |  |  |  |  |  |  |  |  |  |
| Mistrovství Evropy | —  | — | — | — | — | — | — | 7. | — | 3. | 3. |  |  |  |  |  |  |  |  |  |  |  |  |  |
| MS juniorů         | —  | — | — | — |   |   |   |    |   |    |    |  |  |  |  |  |  |  |  |  |  |  |  |  |
| ME juniorů         | —  | — | — | — |   |   |   |    |   |    |    |  |  |  |  |  |  |  |  |  |  |  |  |  |
| ME dorostenců      | 3. |   |   |   |   |   |   |    |   |    |    |  |  |  |  |  |  |  |  |  |  |  |  |  |